# Munir Vejzović
Munir Vejzović (Doboj, 29. siječnja 1945. – Zagreb, 29. rujna 2024.) bio je hrvatski slikar i grafičar.
Diplomirao je 1970. godine na Akademiji likovnih umjetnosti u Zagrebu u klasi Antuna Mezdjića. Isprva je istančanim nijansama boja tonski gradio kompozicije arkadijske tematike s mitološkim bićima, osobito erotske prizore, vedute gradskih ulica i trgova te mrtve prirode, a potom je postmodernički raskošnom kromatikom reinterpretirao stare majstore (Doručak na travi, 2002).
Od 1987. godine zaokupljen je biblijskim motivima (Pietà, 1989.; Vukovarski triptih, 1991.) i oživljavanjem lirske prošlosti u ciklusu Terra incognita (1987. – 2003.).
U svim grafičkim tehnikama izrađuje mape grafika. Ističu se njegovi sažeti crteži, puni vitalnosti i dinamike. Oblikuje i ekspresivne skulpture od gipsa, drva i bronce (Judita, 2000.)
Izlagao je na nizu izložaba te je dobitnik više nagrada i priznanja. Objavljeno je nekoliko njegovih likovnih monografija.
Umro je u Zagrebu 29. rujna 2024. u 80. godini života.

## Vanjske poveznice
- Andriana Škunca, [neaktivna poveznica], Vijenac 217/2001., www.matica.hr
- Tanja Simić, Hedonistički slikar aktova i bakanalija, Nacional 517/2005., arhiva.nacional.hr
- Munir kao kipar  Arhivirana inačica izvorne stranice od 21. rujna 2020. (Wayback Machine), KIC, kictest.mrav.iskon.hr